# 기아나나무쌀쥐
기아나나무쌀쥐 또는 북아마존나무쌀쥐(Oecomys auyantepui)는 비단털쥐과 나무쌀쥐속에 속하는 남아메리카 설치류이다. 가이아나와 수리남, 프랑스령 기아나 그리고 베네수엘라와 브라질 인근 지역에서 발견된다. 일차림 수관층의 나무 위에서 생활하는 것으로 알려져 있으며 해수면부터 해발 1100m 사이에서 서식한다. 선형동물 Guerrerostrongylus marginalis는 기아나나무쌀쥐에 기생하는 장내 기생충이다.